# 3614 Tumilty
A 3614 Tumilty (ideiglenes jelöléssel 1983 AE1) a Naprendszer kisbolygóövében található aszteroida. Norman G. Thomas fedezte fel 1983. január 12-én.